# Un jouet dangereux
Pour plus de détails, voir Fiche technique et Distribution.
Un jouet dangereux (titre original : Il giocattolo) est un film italien réalisé par Giuliano Montaldo, sorti en 1979.

## Synopsis
Un modeste comptable Vittorio Barletta entre en relation avec le policier Sauro, qui va lui apprendre le maniement des armes à feu. Au fil du temps, son caractère change radicalement et il s'attire de sérieux problèmes avec des gangsters notoires.

## Fiche technique
- Titre : Un jouet dangereux
- Titre original : Il giocattolo
- Réalisation : Giuliano Montaldo
- Scénario : Giuliano Montaldo, Sergio Donati et Nino Manfredi
- Production : Claudio Mancini, Fulvio Morsella, Sergio Leone
- Musique : Ennio Morricone
- Photographie : Ennio Guarnieri
- Montage : Nino Baragli
- Costumes : Franco Carretti, Erminia Ferrari
- Pays de production : Italie
- Format : Couleurs - Stéréo
- Genre : Film dramatique
- Durée : 118 minutes
- Date de sortie : 
  -  Italie 21 février 1979
  -  France 2 mai 1979

## Distribution
- Nino Manfredi : Vittorio Barletta
- Marlène Jobert : Ada Barletta
- Arnoldo Foà : Nicola Griffo
- Olga Karlatos : Laura Griffo
- Pamela Villoresi : Patrizia Griffo
- Mario Brega : un voleur
- Vittorio Mezzogiorno : Sauro
- Renato Scarpa : Giuliano
- Lory Del Santo :